# Сан-Мартин (Сесар)
Сан-Мартин (исп. San Martín) — город и муниципалитет на северо-востоке Колумбии, на территории департамента Сесар.

## История
Поселение из которого позднее вырос город было основано  20 января 1954 года. Муниципалитет Сан-Мартин был образован в 1983 году.

## Географическое положение

Муниципалитет Сан-Мартин

Город расположен в южной части департамента, на расстоянии приблизительно 272 километров к юго-юго-западу (SSW) от Вальедупара, административного центра департамента. Абсолютная высота — 119 метров над уровнем моря.

Муниципалитет Сан-Мартин граничит на севере с муниципалитетами Рио-де-Оро и Агуачика, на юге — с муниципалитетом Сан-Альберто, на западе — с территорией департамента Сантандер, на востоке — с территорией департамента Северный Сантандер. Площадь муниципалитета составляет 789 км². Среднегодовые показатели температуры воздуха превышают отметку 24 °C.

## Население
По данным Национального административного департамента статистики Колумбии, совокупная численность населения города и муниципалитета в 2012 году составляла 18 213 человек.
Динамика численности населения муниципалитета по годам:
| 2005   | 2006   | 2007   | 2008   | 2009   | 2010   | 2011   | 2012   |
| ------ | ------ | ------ | ------ | ------ | ------ | ------ | ------ |
| 17 312 | 17 456 | 17 592 | 17 724 | 17 851 | 17 980 | 18 089 | 18 213 |

Согласно данным переписи 2005 года мужчины составляли 51,6 % от населения Са-Мартина, женщины — соответственно 48,4 %. В расовом отношении белые и метисы составляли 98 % от населения города; негры, мулаты и райсальцы — 2 %.
Уровень грамотности среди всего населения составлял 75,9 %.

## Экономика
Основу экономики Сан-Мартина составляет сельскохозяйственное производство (в котором значимую роль играет животноводство). На территории муниципалитета выращивают рис, кукурузу, сорго, маниок, какао и масляничную пальму.

69,3 % от общего числа городских и муниципальных предприятий составляют предприятия торговой сферы, 24,6 % — предприятия сферы обслуживания, 5,9 % — промышленные предприятия, 0,2 % — предприятия иных отраслей экономики.